# Erazem Lorbek
Erazem Lorbek (Ljubljana, 21. veljače 1984.) je slovenski profesionalni košarkaš. Igra na poziciji krilnog centra, a trenutačno je član španjolske Regal FC Barcelone. 

## Karijera
Lorbek je karijeru započeo u mlađim kategorijama Union Olimpije. U sezoni 2002./03. pohađao je američko sveučilište Michigan State, ali se je nakon samo godinu dana vratio u Europu. Za Michigan State je kao novak postizao 6.4 poena i 3.3 skoka po susretu. Nakon povratka u Europu potpisuje za talijanski Fortitudo iz Bologne, gdje je igrao od 2003. do 2006. Iako se je prijavio na NBA draft 2004., na njegovu odluku odlučio je odustati od drafta i prijaviti se sljedeće sezone. Sljedeće sezone izabran je u 2. krugu (46. ukupno) od strane Indiana Pacersa. 
Lorbek je sezonu 2006./07. proveo na posudbi u talijanskom Benettonu, odakle je stigao iz španjolske Unicaje. Međutim, u veljači 2007. dogovor otpao zbog toga što je talijanski košarkaški savez u ugovoru našao nedefinirane uvjete o kršenju propisa. Lorbek je umjesto toga potpisao za Lottomaticu Rim, gdje je postao jednim od najboljih krilnih centara u Euroligi. U ljeto 2008. odlazi u Rusiju i potpisuje za moskovski CSKA. Nakon završetka sezone 2008./09., Lorbek je napustio Moskvu i potpisao trogodišnji ugovor s Barcelonom. Međutim, u ugovoru ima klauzulu da Barcelonu može napustiti nakon samo dvije sezone ako na njegovu adresu stigne zadovoljavajuća ponuda iz NBA lige.

## Vanjske poveznice
- Profil na FIBAEurope.com
- Profil na Euroleague.net